# MMDS

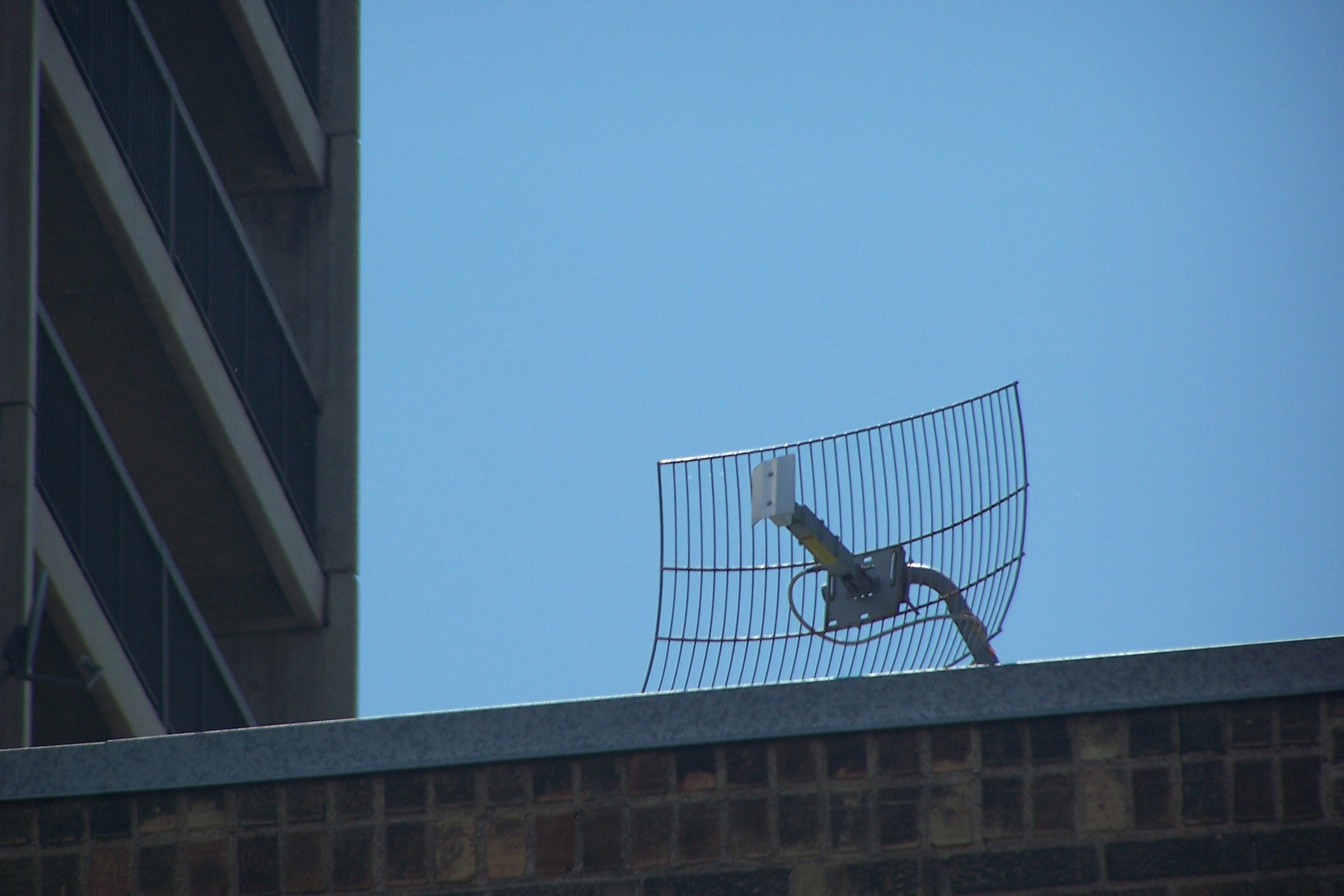
Antena de microondas MMDS

Serviço de Distribuição Multiponto Multicanal, (em inglês Multichannel Multipoint Distribution Service, conhecido pela sigla MMDS ou Cabo Wireless) é uma tecnologia de telecomunicações sem fio, usado para redes de banda larga de uso geral, ou, mais comumente, como um método alternativo de recepção de programação de televisão a cabo. 
A tecnologia MMDS é usada no Canadá, México, Centroamérica, República Dominicana, Islândia, Irlanda, Rússia, Eslovênia, Brasil, Barbados, Austrália, Nigéria, Paquistão, Sri Lanka, Tailândia, Chile, Bolivia, Equador, Argentina, Paraguai, Uruguai, Índia, Bielorrússia e Camboja. É mais comumente utilizado em áreas rurais pouco povoadas, onde praticamente não existem cabos, que não são economicamente viáveis, embora algumas empresas podem também oferecer serviços de MMDS nas áreas urbanas.

## Tecnologia
A banda BRS usa frequências de microondas de 2,5 GHz a 2,7 GHz. A recepção de sinais de televisão e dados fornecidos pela BRS é feita com uma antena de microondas no telhado. A antena está ligada a um baixo-conversor ou transceptor para receber e transmitir o sinal de microondas e convertê-los em freqüências Compatível com sintonizadores de TV padrão (bem como sobre as antenas parabólicas onde os sinais são convertidos para baixo para frequências mais compatível com cabeamento coaxial de TV padrão) , algumas antenas usam um conversor ou transceptor integrado. Os canais de TV digital podem então ser decodificados com um decodificador de cabo padrão ou diretamente para TVs com sintonizadores digitais integrados. Os dados da Internet podem ser recebidos com um modem a cabo DOCSIS padrão conectado à mesma antena e transceptor.
A banda MMDS é separada em 33 "canais" de 6 MHz (31 nos EUA), que podem ser licenciados para empresas de cabo que oferecem serviços em diferentes áreas de um país. O conceito era permitir vários canais e multiplexar vários dados de televisão, rádio e mais tarde da Internet em cada canal usando tecnologia digital. Assim como com os canais a cabo digital, cada canal é capaz de 30,34 Mbit / s com modulação 64QAM e 42,88 Mbit / s com modulação 256QAM. Devido à correção antecipada de erros e outras despesas indiretas, a taxa de transferência atual é de aproximadamente 27 Mbit / s para 64QAM e 38 Mbit / s para 256QAM.
O mais recente plano da faixa BRS faz alterações ao tamanho do canal e de modo a acomodar licenciamento de novas frequências equipamentos fixos e móveis, e realocados WIMAX TDD a partir de 2150-2162 MHz para a banda AWS. Essas alterações podem não ser compatíveis com as frequências e tamanhos de canal necessários para equipamentos tradicionais baseados em MMDS ou DOCSIS.

## Vantagens
As principais vantagens do MMDS são as seguintes:
- A largura de banda é compartilhada, o que permite atender mais usuários do que se fosse banda dedicada.
- Suporta vídeo (TV) e dados.
- A largura de banda é reduzida com a distância em menor grau do que com as tecnologias xDSL.
- Ao trabalhar com frequências mais baixas, as áreas de cobertura por estação são muito mais altas do que com o LMDS e é menos sensível à chuva, mas sofre atenuação significativa por edifícios, o que requer visibilidade direta na maioria dos casos.

## Estado atual
No Brasil, a Anatel, em 2012, leiloou uma parte da faixa do espectro usado pela MMDS (2,5 GHz) para a implementação do 4G (LTE), reduzindo assim dos antigos 190 MHz para 70 MHz e, em muitos casos, tornando o serviço inviável. O serviço foi encerrado em 2013 nas capitais.